# Юг США
Юг США (англ. The American South, The South; неформальные названия — Дикси, Диксиленд, Dixie, Dixieland), Южные штаты США, — крупный экономико-географический и историко-культурный регион США, расположенный на юго-востоке страны. Они включают следующие штаты: Техас, Джорджия, Виргиния, Западная Виргиния, Северная Каролина, Южная Каролина, Теннесси, Кентукки, Арканзас, Луизиана, Миссисипи, Алабама, Мэриленд, Делавэр, Флорида, Оклахома.
В мировой историографии получил известность благодаря распространению крайних форм эксплуатации рабов-негров классом белых плантаторов европейского происхождения, организовавших Конфедеративное сепаратистское движение, приведшее к Гражданской войне в 1861—1865 годах, а затем, после периода Реконструкции, к крайним формам дискриминации и сегрегации населения по расовому признаку. Своеобразный быт и плантационная культура Юга США сложились в период британской колонизации Северной Америки и несколько эволюционировали после обретения страной независимости. 
Юг точно не совпадает с географическим Югом Соединённых Штатов, но обычно определяется как включающий Штаты, которые сражались за Конфедеративные Штаты Америки в американской гражданской войне. 
Во второй половине XX века, в результате борьбы негритянского населения за свои права, жизненный уклад Юга претерпел существенные изменения. Изменилась и демографическая ситуация, так как в результате массовой миграции белых на юг, чёрные превратились в меньшинство. Тем не менее, их доля в большинстве южных штатов выше средней по стране, достигая пика в штате Миссисипи (38 % по оценке на 2007 год). Внутри этого крупного региона ныне выделяются несколько субрегионов, довольно отличных друг от друга по демографии, культуре, а также темпам экономического и социального развития.

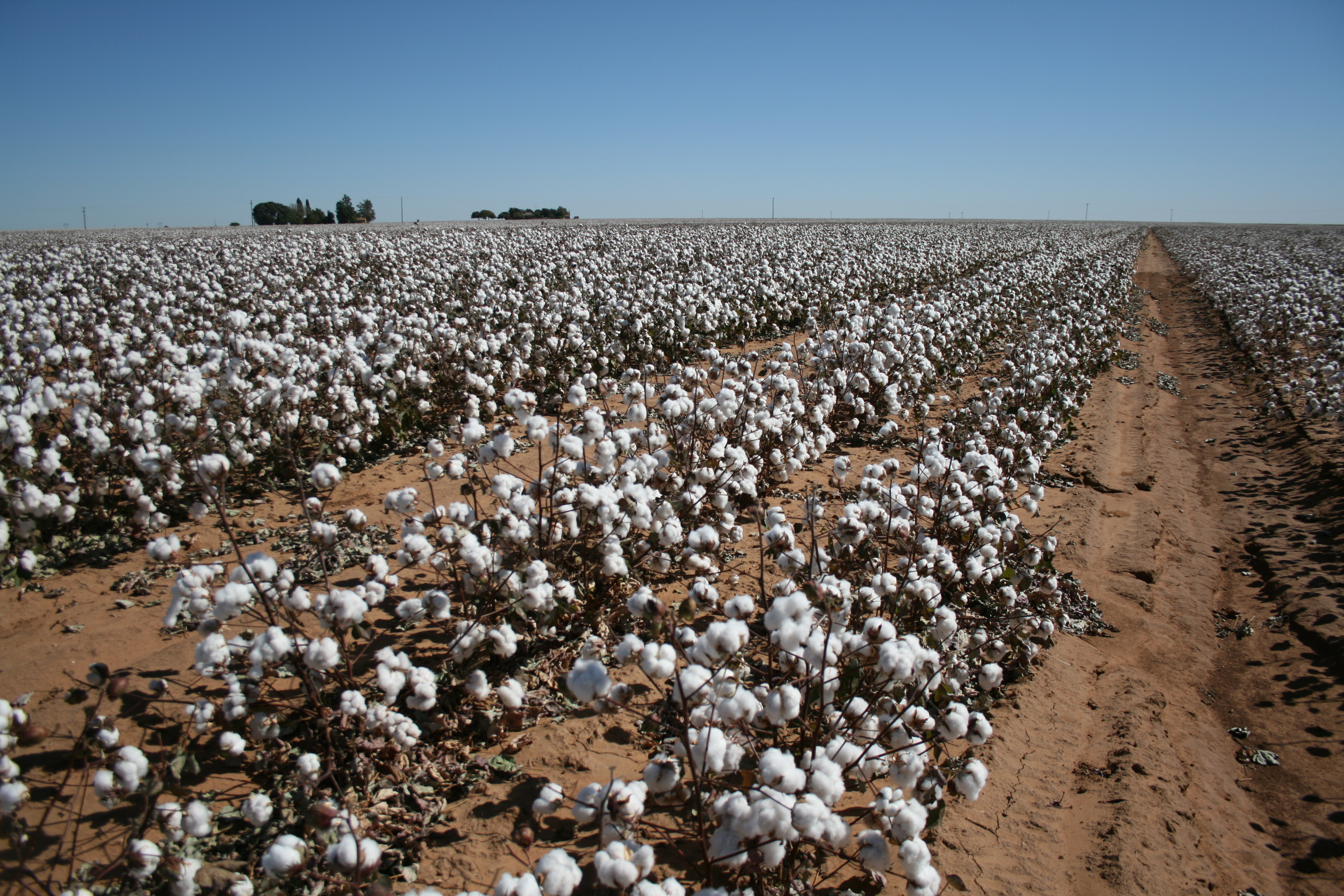
Поле хлопка на западе Техаса

## Рельеф
Рельеф Юга в основном представлен низменностью, так как в недавнем прошлом был дном Атлантического океана или Мексиканского залива. С севера на юг его пересекает долина реки Миссисипи и много других полноводных рек. В районе штатов Теннеси, Кентукки, Северной и Южной Каролины и Виргинии расположена невысокая сильно разрушенная горная система Аппалачи, протянувшаяся с юго-запада на северо-восток.

## Климат

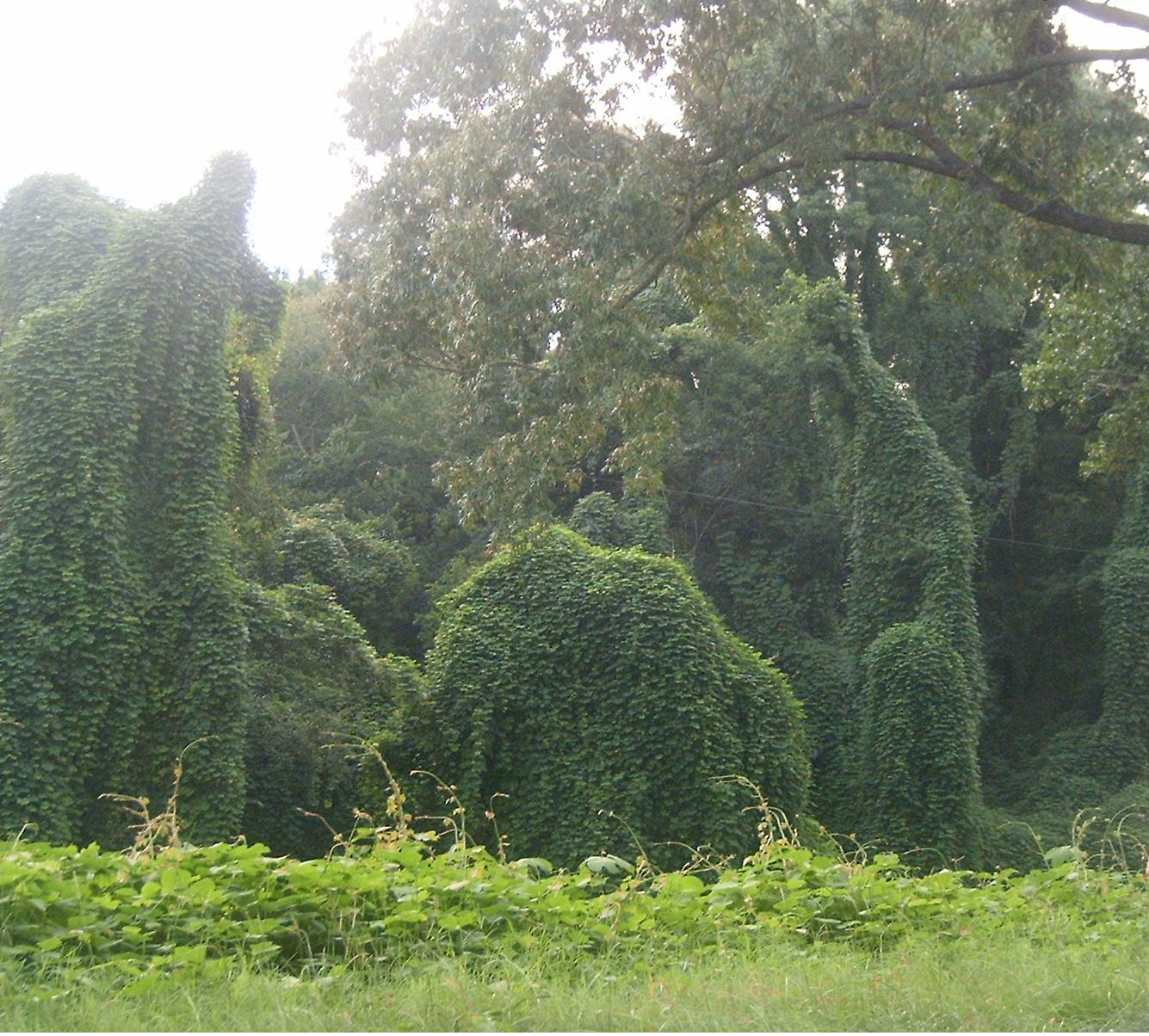
Типичный пейзаж сельского юга США летом. Джунгли из пуэрарии кудзу в Миссисипи, образующие причудливые фигуры на каркасах старых деревьев, увитых лианами. На переднем плане молодые побеги

Юг США отличается от Севера в первую очередь своим климатом — практически повсеместно среднеянварская температура выше ноля градусов, и постоянный снежный покров не образуется. Климат субтропический, лишь юг Флориды и крайний юг Техаса имеют тропический климат со среднеянварской температурой выше +15 градусов[уточнить]. Территории южных равнин лежат на одной широте с Египтом. Летом и в начале осени сюда проникает жаркий влажный воздух с Мексиканского залива, несущий тропические ураганы, вызывающие огромные убытки. Влажность воздуха достигает 100 %, температуры самого жаркого месяца — августа достигают +36—38 °C (100 °F). Однако из-за своей незащищённости от Великих равнин с их холодными воздушными фронтами, зимы на юге ветрены, дождливы и довольно прохладны для 30-й широты. Почти каждую ночь возможны заморозки до −5—−7 °C, днём воздух вновь прогревается до +10—12 °C. Во время прохода грозовых фронтов возможны смерчи и торнадо, приносящие разрушения и жертвы, часты наводнения, а зимой — гололёд и гололедица. На крайнем западе юга — в Техасе — климат более засушливый, преобладают субтропические степи. В южной половине полуострова Флорида — влажный тропический.
Климат определяет растительный и животный мир Юга страны. Северные и горные районы южных штатов имеют умеренный климат из-за высотной поясности (Штаты Кентукки и Западная Виргиния). По степени увлажнения, южные штаты распадаются на три зоны: влажная (восточнее от долины реки Миссисипи), включая заболоченное Атлантическое побережье, слабо засушливая (центральная и восточная территория Техаса) и засушливая (пустынный запад Техаса, который, впрочем, скорее относится к Западу США). В целом, солнечный и жаркий климат юга благоприятен для выращивания некоторых теплолюбивых культур, таких как хлопчатник, соя и виноград-мускат. Но такие средиземноморские культуры как маслины, цитрусовые и гранаты растут плохо так как они не выносят высокой влажности летом и частые заморозки зимой при очень ветреной погоде. Визитными карточками юга являются следующие растения: болотный кипарис, испанский мох, акклиматизированные лианы сорняка кудзу, белые цветы американского кизила, различные магнолии, мирт и рододендрон, зимой — цветущая камелия и анютины глазки. Символами юга являются также хлопчатник, орех-пекан, азалия и гибискус (суданская роза). Из фруктовых растений — хурма, персик и фига. 

## История
Согласно устоявшейся в российских географических науках традиции, территория Соединенных Штатов Америки делится на три крупнейших региона: промышленный преимущественно «белый» Север США, бывший рабовладельческий Юг со значительным негритянским меньшинством и колонизируемый Запад. К Югу США относятся в большинстве своём штаты, в 1861—1865 годах составлявшие Конфедеративные Штаты Америки и выступившие против Севера в ходе Гражданской войны в США.

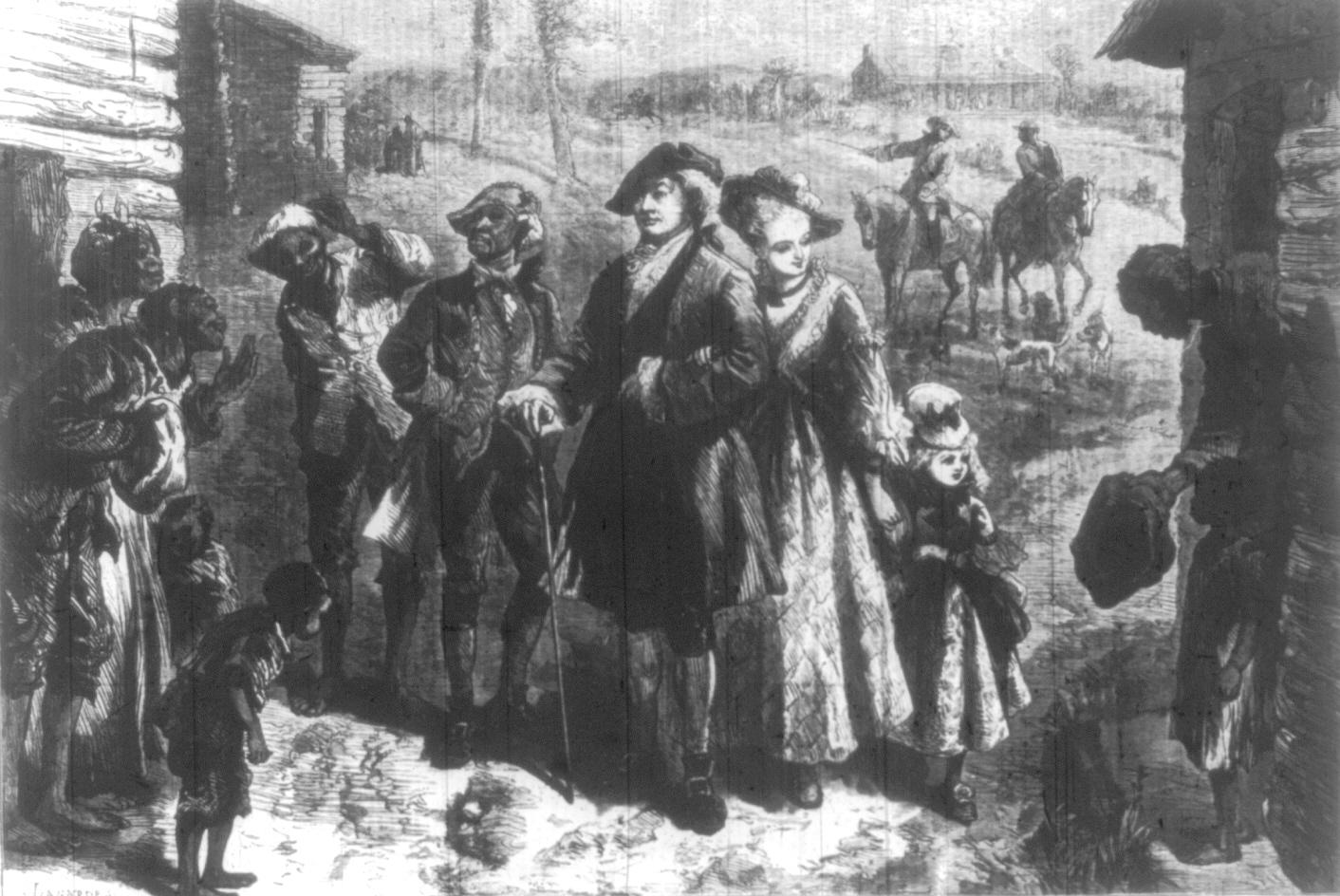
Плантатор с семьёй и негры-рабы в Виргинии

Климат Юга позволял выращивать плантационные культуры (табак, рис, хлопок, сахарный тростник, индиго). Для них требовались круглогодичные работы, что при недостатке рабочей силы ещё с XVII века приводило к использованию труда негров-рабов. В связи с этим в южных английских колониях в Северной Америке с развитием плантационного рабства появились черты аристократической культуры, близкой земельной знати в Европе. Она сохранилась и после провозглашения независимости США.
Различия между Севером и Югом США ещё больше усилились в начале XIX века, когда на Севере начался промышленный переворот, а на Юге изобретение Э. Уитни хлопкоочистительной машины сделало главной культурой хлопок — сырье для стремительно развивавшейся текстильной промышленности. Север быстро обогнал Юг по численности населения. К 1860 году жители Юга составляли лишь треть населения США.

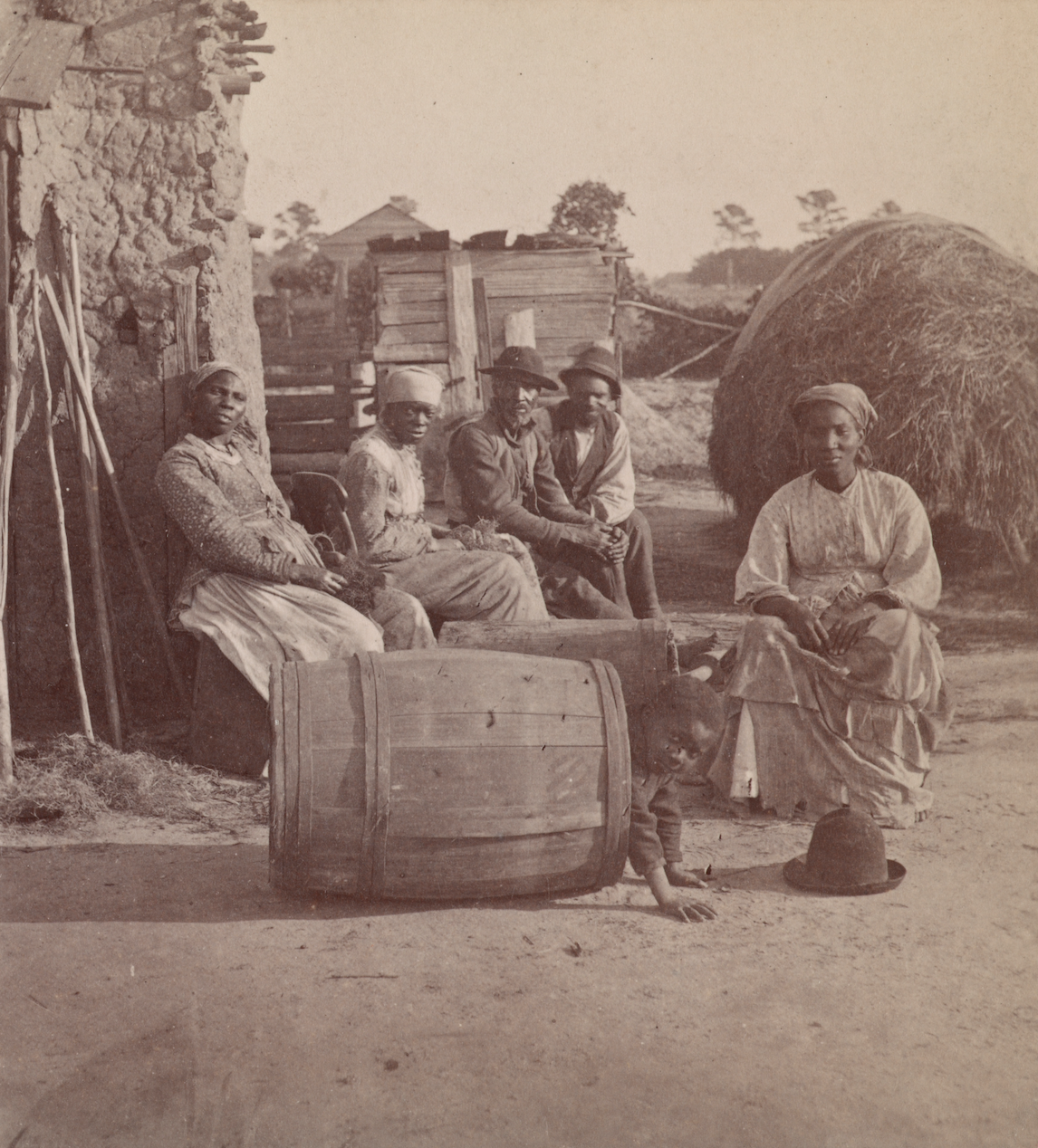
Негритянская семья, конец 1860-х годов

### Сепаратистский Юг
Будучи ориентированным на внешний рынок, Юг для сохранения своей рабовладельческой системы пошёл на крайнюю меру — отделение от США. В 1861 году была провозглашена Конфедерация. Это вызвало ожесточённую гражданскую войну, в которой Юг потерпел поражение. 

### Воссоединение с США
После этого осуществлялась продолжавшаяся до 1877 года реинтеграция — в южных штатах была введена военная администрация, большая часть южных штатов долго находилась на положении оккупированной территории, не имея почти никаких политических прав. Отмена рабства превратила Юг в самый бедный регион США.

### Времена сегрегации
Запрет рабства не означало равенства негров с «белыми гражданами»: вплоть до 1960-х годов на Юге действовала жёсткая расовая сегрегация, которая прекратилась в результате Движения за гражданские права чернокожих. 

### После сегрегации
Только во второй половине XX века благодаря высоким технологиям и капиталовложениям Юг смог изменить структуру своего сельского хозяйства, сократив площади под плантационными культурами и развив птицеводство и мясное животноводство. «Хлопковый пояс» переместился на Юго-Запад — в Техас и Оклахому. В середине XX века Юг стал превращаться из бедного региона в «Солнечный пояс» США. Однако история наложила определённый отпечаток на психологию южан, сделав Юг особой субкультурой США, которой более свойственны консерватизм, религиозный фундаментализм, насилие (см. Культура чести южной части США).

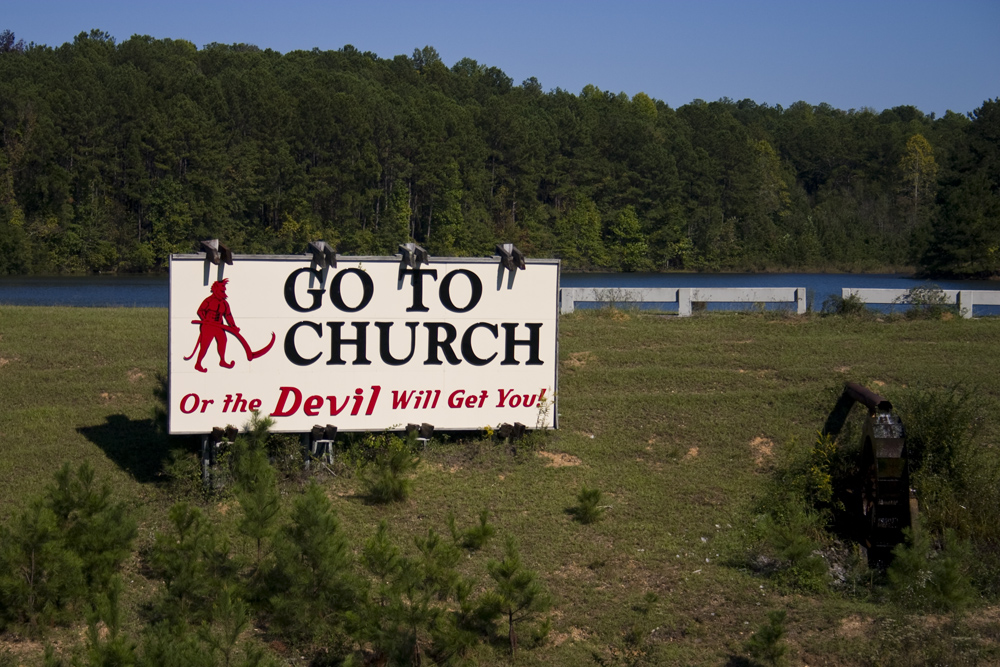
Билборд с надписью «Идите в церковь или вас приберёт дьявол!» в Алабаме

## Демография
Коренным населением юга США до начала британской колонизации в начале XVII были различные индейские племена. Из-за их вольного, полукочевого образа жизни, а также из-за отсутствия иммунитета от многих европейских болезней, позднее в результате насильственного сгона с занимаемых ими земель, численность индейцев быстро сократилась. Первыми из европейцев здесь стали селиться испанцы, затем французы (иногда пираты). Белые англосаксонские протестанты приступили к массовому захвату земель и лесов. Колониальная британская элита составила основу правящего класса колоний, хотя основную массу белых поселенцев составляли свободные фермеры-колонисты невысокого достатка (так называемые реднеки), вынужденные эмигрировать из-за малоземелья в Британии. Процесс британской колонизации распространялся с востока на запад и имел крайне жестокие формы. Первыми цветными меньшинствами в США были разнообразные индейские племена (краснокожие) и так называемые полукровки. В результате работорговли с Африкой и странами Карибского бассейна, к ним добавились около 500 тыс. негров-рабов. С распространением плантационного хозяйства и рабства крупнейшим меньшинством юга стали завезённые негры из Африки и их потомки — афроамериканцы. В результате естественного прироста их число превысило 4 млн к 1860 году. Большинство негров было задействовано именно в сельском хозяйстве Юга США.
До начала XX века афроамериканцы составляли абсолютное большинство населения (до 75 % в разное время пика) в трёх южных штатах: Луизиана, Южная Каролина и Миссисипи. В этот период в большинстве южных штатов в 1800—1900 годах имело негритянское большинство до массового наплыва иммигрантов из Европы в первой половине XX века. Так, в Южной Каролине в XVIII веке негры составляли до 75 % всего населения и негритянское большинство сохранялось вплоть до середины 1920-х годов. В Миссисипи чёрное большинство сохранялось вплоть до середины 1940-х годов до начала массовой миграции негров на север США (современный показатель — 38 %). В Луизиане афроамериканское и афрокреольское большинство постепенно сошло на нет к 1900 году и ныне составляет 31 %. Приблизительно в это же время в трёх других южных штатах — Джорджии, Алабаме и Флориде — чернокожее население составляло от 45 % до 48 % населения. В Техасе количество чернокожих в период наивысшего расцвета рабства достигло 30 %.

## Экономика
Юг США является наиболее контрастным экономическим районом, экономика составляет 434 млн. 

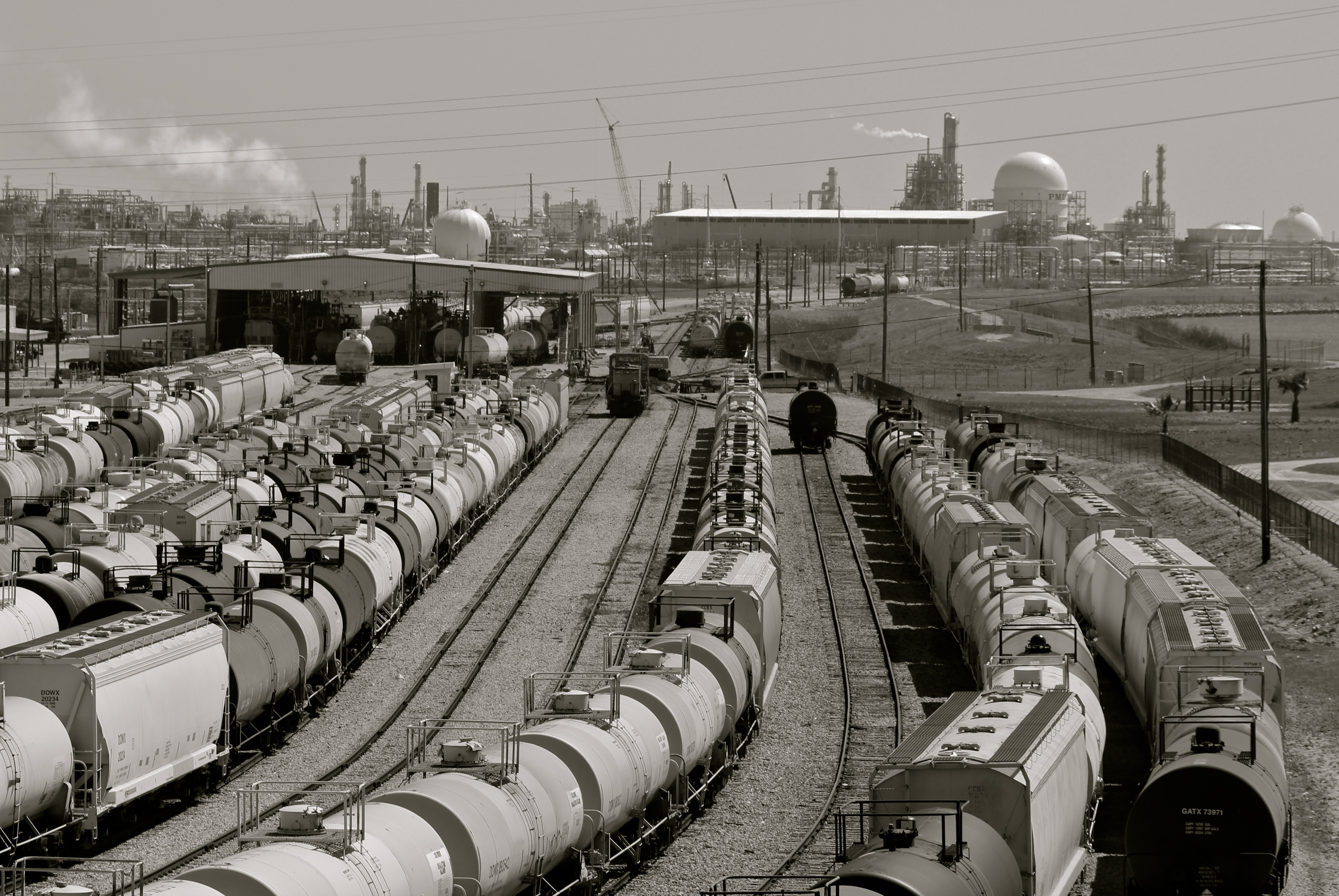
Нефтеперерабатывающий завод компании Dow Chemical в городе Фрипорт

На Юге преобладают сырьеёмкие и энергоёмкие отрасли промышленности, развивающиеся на базе использования местной сравнительно дешёвой рабочей силы. На Старом Юге вдоль Пидмонта (предгорий Аппалачей), в штатах Виргиния, Северная и Южная Каролина, Джорджия расположены крупнейшие в США центры текстильной и табачной промышленности, производства химических волокон и азотных удобрений.
В сельском хозяйстве Юга огромные скотоводческие ранчо и плантации цитрусовых контрастируют с разоряющимися хозяйствами мелких арендаторов старого хлопкового пояса.
В экономике Флориды и Луизианы большую роль играет туризм.

## Кулинария
Кухня Юга страны отражает его климат, культуру и традиции как поселенцев северной Европы, так и рабов, завезённых из Африки. Популярны яблочный пирог, пекановый пирог, различные соусы и запеканки, барбекю, бобы, жареный цыплёнок, острая пища. Традиционным прохладительным напитком юга считается холодный чай (чай со льдом).

## Районирование
Внутри Юга страны выделяются следующие субрегионы:
- Верхний Юг США (Upper South): штаты Теннесси, Кентукки, Арканзас, южные районы штатов Огайо, Миссури, Индиана и др.
- Глубокий Юг (The Deep South): штаты Луизиана, Миссисипи, Алабама — наиболее консервативная часть американского юга и наиболее поляризованная по расовому признаку (наиболее яркая де факто сегрегация).
- Монолитный юг (Solid South): штаты, политические пристрастия населения которых традиционно поляризованы по расовому признаку. Свыше 90 % белых голосуют за республиканцев, а свыше 90 % чёрных за демократов. До середины XX века — наоборот.
- Старый Юг: южные штаты, возникшие ещё во времена британской колонизации: Джорджия, Северная Каролина, Виргиния, Мериленд, Делавэр, Южная Каролина.
- Новый Юг США: южные штаты, сумевшие пройти успешную модернизацию экономической и социальной жизни во второй половине XX века и отойти от традиционной южной системы: Флорида, Виргиния, агломерация г. Атланта в Джорджии, которая существует как бы в отрыве от провинциальных районов штата.
- Буферный Юг: буферные штаты между севером и югом: Мериленд, Делавэр.
- Нетрадиционный Юг: Западная Виргиния — белый горный штат с традиционно низким уровнем жизни (хиллбилли).